# نیروگاه بادی پورتلند
نیروگاه بادی پورتلند (انگلیسی: Portland Wind Farm) یکی از بزرگ‌ترین نیروگاه‌های بادی استرالیا است. متصدی و مالک این نیروگاه، شرکت پاسیفیک بلو بوده و در سواحل جنوب‌غربی ایالت ویکتوریا نزدیک شهر پورتلند واقع شده‌است، این مجموعه نیروگاهی از چهار سایت جداگانه تشکیل شده‌است که تمام آنها تا سال ۲۰۱۵ تکمیل گردیدند. در سال ۲۰۱۱, برآورد گردیده بود که هزینه کل ایجاد این نیروگاه به ظرفیت ۱۹۵ مگاوات، سرمایه‌ای بالغ بر ۳۳۰ میلیون دلار استرالیا را در پی داشته باشد.
پیش‌بینی شده بود که این نیروگاه، سالانه ۵۰۰ گیگاوات ساعت برق تولید نماید که برق مورد نیاز سالانه حدود ۱۲٬۵۰۰ خانه، بیش از ۷ درصد از برق مورد نیاز مناطق مسکونی ایالت ویکتوریا یا برق مورد نیاز شهری به وسعت شهر جیلانگ را تأمین کند. پروژه توسط شرکت پاسیفیک بلو انجام شد.